# Phantom Antichrist
Phantom Antichrist ist das 13. Studioalbum der deutschen Thrash-Metal-Band Kreator. Es erschien am 1. Juni 2012 bei Nuclear Blast und erreichte Platz fünf der deutschen Albumcharts.

## Entstehung

### Songwriting
Sänger Mille Petrozza begann bereits im Jahre 2010 mit den Arbeiten an Phantom Antichrist. Während der Tourneen zum Vorgängeralbum Hordes of Chaos sammelte er Ideen auf seinem iPhone. Für das Songwriting richtete Petrozza in seiner Essener Wohnung ein Musikzimmer ein, wo er Riffideen sammelte. Mit Hilfe eines Freundes wurde dazu ein Drumcomputer programmiert. Auf diese Art und Weise entstand die eine Hälfte des Albums. Die andere Hälfte entstand klassisch im Proberaum der Band. Einige Lieder entstanden erst nachdem die Texte ausgearbeitet wurden. Laut Mille Petrozza gibt es alleine vom Titellied zehn verschiedene Versionen. Das Lied „From Flood into Fire“ war ursprünglich für Hordes of Chaos geschrieben worden. Es wurde jedoch nicht aufgenommen, da das Lied laut des damaligen Produzenten Moses Schneider „nicht fertig“ gewesen sei. Im Gegensatz zu den Vorgängeralben weist Phantom Antichrist Einflüsse des klassischen Heavy Metals auf, etwa von Bands wie Blind Guardian, Manowar oder Iron Maiden.

### Aufnahmen
Das Album wurde mit Jens Bogren in den Fascination Street Studios in der schwedischen Stadt Örebro eingespielt. Sänger Mille Petrozza entschied sich für Bogren als Produzenten, weil er immer mit den besten neuen Leuten arbeiten wolle und Bogren sich sehr intensiv mit den erstellen Demoaufnahmen beschäftigt habe. Wie das Vorgängeralbum wurde Phantom Antichrist analog aufgenommen. Im Gegensatz zu Hordes of Chaos wurde das neue Album nicht live aufgenommen, da den Musikern der Aufwand zu groß war. Zunächst spielte die Band die Lieder zu viert ein, wobei nur das Schlagzeug und der Bass aufgenommen wurden. Die Gitarren wurden anschließend aufgenommen und per Overdub eingeführt.
Neben den Liedern des Albums nahm die Band eine Coverversion von „The Number of the Beast“ auf, welches im Original von Iron Maiden stammt. Für die japanische Version des Albums wurde noch das Lied „Iron Destiny“ aufgenommen. Das Coverartwork der Standard-Edition wurde von Wes Benscoter gestaltet, der schon für Bands wie Slayer, Dio oder Black Sabbath gearbeitet hat. Der Essener Künstler Jan Meininghaus zeichnete das Cover der limitierten Edition.

## Veröffentlichung

### Neue Plattenfirma
Nachdem die bisherige Plattenfirma von Kreator SPV Insolvenz anmelden musste, entschlossen sich die Musiker, einen Vertrag bei einer anderen Firma zu unterschreiben. Laut Mille Petrozza ist Kreator eine weltweit agierende Band, die auf die Unterstützung ihrer Plattenfirma angewiesen ist. Wegen der Insolvenz sah Petrozza die Zukunft für sich und seine Band gefährdet. Schließlich unterschrieb die Band einen Vertrag bei Nuclear Blast.

„Wir sind natürlich auch mit den Leuten von Nuclear Blast gut befreundet und daher ist das eigentlich eine coole Sache, weil dort ja im Prinzip auch nur Metalfans arbeiten. Das ist das gute an diesem Label, denn so braucht man auch nicht viel zu erklären, wenn man mal was machen will.“

### Formate
Neben der regulären CD-Version wurde das Album in verschiedenen Versionen auf CD bzw. Schallplatte veröffentlicht. Als Schallplatte ist das Album auf gelbem Vinyl und als Picture Disc erhältlich. Darüber hinaus existiert noch eine auf 500 Exemplare handnummerierte zweifarbige Vinylvariante in den Farben rot und schwarz. Die limitierte Edition des Albums enthält eine DVD, die eine Making-of-Dokumentation sowie Livemitschnitte enthält. Die Livemitschnitte wurden beim Wacken Open Air in den Jahren 2008 und 2011 mitgeschnitten. Schließlich gibt es noch eine auf 500 Stück limitierte Mailorder-Edition. Diese enthält neben der CD/DVD-Version des Albums ein T-Shirt, ein Poster und eine Autogrammkarte.

### Musikvideos
Die Band veröffentlichte am 3. Mai 2012 das offizielle Musikvideo zum Titelsong „Phantom Antichrist“. Gedreht wurde das Video in Zusammenarbeit mit der polnischen Produktionsfirma Grupa13. Sänger Mille Petrozza beschrieb das Video als das apokalyptischste in der Bandgeschichte. Für den Herbst 2012 kündigte die Band an, ein weiteres Musikvideo für das Lied „From Flood into Fire“ zu drehen.

## Hintergrund
Der Titel des Intros „Mars Mantra“ setzt sich zusammen aus dem Namen des römischen Kriegsgotts Mars und dem Mantra, was eine kurze Wortfolge beschreibt, die immer wieder wiederholt wird. Laut Mille Petrozza ist „Mars Mantra“ als sich wiederholender Krieg zu verstehen.
In dem Titellied geht es um die Manipulation durch die Massenmedien. Die Inspiration hierfür holte sich Petrozza durch eine Radiosendung über den Tod des Terroristen Osama bin Laden.

„Der galt als größter Terrorist der letzten zehn Jahre und wurde urplötzlich entdeckt, erschossen und ins Meer geworfen. Niemand hat ihn vernommen, um zum Beispiel das gesamte al-Qaida-Netzwerk auszuheben. Seltsame Geschichte.“

Petrozza erklärte in einem Interview, dass er sich die Frage gestellt hat, ob es die Person bin Laden überhaupt gegeben hat. Laut den Medien wäre bin Ladens Leiche aus religiösen Gründen ins Meer geworfen worden, obwohl es im Islam keine Seebestattung gibt.
„Death to the World“ beschäftigt sich mit den Themen Umweltverschmutzung und der Zerstörung unseres Planeten durch die Menschen. Mille Petrozza nannte in einem Interview die Nuklearkatastrophe von Fukushima als Beispiel. Das Lied „From Flood into Fire“ wurde von den Fahrten des Odysseus inspiriert. Petrozza will mit dem Lied ausdrücken, dass die Menschen sich nicht ständig beschweren, sondern selber Veränderungen vorantreiben sollen. „Civilization Collapse“ handelt von der Finanzkrise in Griechenland. Laut Petrozza werde das Land zu Grund gerichtet, während das Volk dafür bezahlen müsse.
In „The Few, the Proud, the Broken“ geht es um den Arabischen Frühling, der seit Ende 2010 die gesamte arabische Welt erfasste. Das Lied „Your Heaven My Hell“ handelt von einem jugendlichen Messdiener, der von seinem Pfarrer missbraucht wurde. Als der Messdiener älter wird will er sich rächen und alle Religionen ausrotten. Petrozza erklärte in einem Interview, dass er die Handlung selber naiv und albern findet. „Until Our Paths Cross Again“ handelt vom Kreislauf von Leben und Tod.

## Rezeption

### Rezensionen
Katharina Beck von Metal.de schrieb, die Stücke auf dem Album überzeugten, „doch leider nicht ganz ausnahmslos. Zwar findet sich auf dem Album kein einziger auch nur durchschnittlicher Song, doch die Messlatte haben sich Kreator mit Killer-Songs wie dem Titeltrack oder „From Flood into Fire“ schlichtweg so hoch gelegt, dass einige Parts, insbesondere in der zweiten Album-Hälfte, z. B. in „The Few, the Proud, the Broken“ oder „Victory Will Come,“ einfach nicht mithalten können.“ Sie gab dem Album acht von zehn möglichen Punkten.
Rezensent Reini von Stormbringer.at urteilte, Kreator seien „sich treu geblieben, haben aber doch mit einigem Mut und einer weit melodischeren, an den klassischen Metal angelehnten, Herangehensweise einen erneuten Thrash-Metal-Meilenstein eingespielt. Anders als bei den beiden Vorgängerwerken könnten Mille & Co. diesmal aber auch vielleicht außerhalb des Thrash-Refugiums herumwildern und so manch einen eher traditionell orientierten Metalfan für sich gewinnen.“ Er vergab fünf von fünf Sternen.
Holger Stratmann von Rock Hard attestiert Mille Petrozza, dass er „seine Heavy-Metal-Roots neu [entdeckt]“ hat und Sami Yli-Sirniö dadurch „besser denn je [aufblüht]“. Er schreibt von „überschäumende[r] Freude an Gitarrensoli und Twin-Guitar-Läufen“. Als Kritikpunkt führt er an, dass „sich einige Gitarrenmelodien doch etwas ähneln. Trotzdem besitzt jeder einzelne Song so viel Substanz, dass man Kreator wiederum ein Highlight ihrer Diskografie bescheinigen darf“. Stratmann bezeichnet das Album als momentan „eines der allerstärksten Metal-Alben des Jahres“. Er vergibt 9,5 von zehn Punkten, Phantom Antichrist wurde von der Redaktion zum Album des Monats gewählt.
Auch der deutsche Metal Hammer kürte Phantom Antichrist zum Album des Monats. Jakob Kranz bezeichnete das Album aus „Meisterwerk, welches sowohl musikalisch als auch inhaltlich notwendige Akzente setzt und zusätzlich dem etwas bieder gewordenen Thrash Metal seinen en vogue gewordenen Retro-Rost vom stählernen Rahmen schmirgelt“ und vergab sieben von sieben möglichen Punkten.

### Chartplatzierungen
| ChartsChartplatzierungen       | Höchstplatzierung | Wochen |
| ------------------------------ | ----------------- | ------ |
| Deutschland (GfK)              | 5 (6 Wo.)         | 6      |
| Österreich (Ö3)                | 31 (3 Wo.)        | 3      |
| Schweiz (IFPI)                 | 22 (2 Wo.)        | 2      |
| Vereinigte Staaten (Billboard) | 130 (1 Wo.)       | 1      |

### Auszeichnungen
Die Redaktion des deutschen Magazins Metal Hammer wählten Phantom Antichrist zum Album des Jahres 2012. Das Album setzte sich mit einem Punkt Vorsprung gegen Yellow & Green von der Band Baroness durch. Die Leser des Rock Hard wählten Phantom Antichrist zum Album des Jahres. Im Leserpoll des Metal Hammers war das Album ebenfalls sehr erfolgreich und gewann in den Kategorien Bestes Album und Besten CD-Cover. Außerdem wurde das Titellied zum Besten Song des Jahres gewählt. Das deutsche Magazin Visions führte im Frühjahr 2017 das Album in ihrer Liste der 66+6 besten Metal-Alben des dritten Jahrtausends.